# Seahorse
Seahorse is een GNOME-frontend voor het beheren van PGP- en SSH-sleutels. Het programma is gebaseerd op GNU Privacy Guard en ondersteunt HKP en LDAP. Het is ook geïntegreerd met Nautilus, gedit en Evolution voor encryptie, decryptie en andere cryptografische handelingen. Het programma is beschikbaar onder de GPL.